# Хенрик Дембицки
Хенрик Дембѝцки, с рождени имена Иполит Наполеон Хенрик Дембицки (Hipolit Napoleon Henryk Dębicki, с румънски вариант Дембински (Dembiński / Dembinski), на български познат също като Хенрих Дембицки, е полски и румънски художник – живописец (портретист, баталист), карикатурист, илюстратор, литограф, полски писател и революционер, действал като военен кореспондент в Руско-турската война (1877 – 1878).
Наричан е създател на българската политическа карикатура.

## Биография
Дембицки е роден във Варшава на 15 август 1830 г., починал е в Браила на 23 януари 1906 г. Според някои данни е завършил Виенската академия за изящни изкуства.
След Януарското въстание (1863) емигрира в Румъния. Според други данни за участието му във въстанието е осъден на каторжен труд и е изпратен в Томск в Сибир, успява да избяга през Туркестан, достига Румъния, където се установява.
Работи като учител по рисуване в лицей в Букурещ и в гимназия в Браила. Там се запознава с българския поет и политически деец Христо Ботев. Сътрудничи му в българския емигрантски печат като илюстратор на негови статии. Автор е на множество политически карикатури и литографии за историята на българите.
Внук е на варшавски готвач, вероятно работил за Станислав Август Понятовски. Дядо му Войчех (Ян Лоранти?) Дембицки умира в Санкт Петербург. Баща му Якуб е роден в Гродно през 1795/1796 г. По-възрастен от Якуб, чичо Францишек е роден около 1792 г. във Варшава. Вдовицата баба Елеонора, родена Езиерска, се завръща във Варшава. Бащата и чичото на Иполит са отгледани от втория си баща, готвач, варшавянин, Павел Венцковски. Чичо Францишек става готвач, вероятно работи за царския управител, погребан е в колумбариума във Варшава Повонзки през 1858 г. Родителите на художника, Якуб и Марциана Бозницка от село Липа, дъщеря на иконом, женен във Варшава през 1827 г. Бащата на художника, Якуб, е търговец, чиновник, писател, той умира рано, през 1842 г. Под името Наполеон Дембицки той дебютира като писател през 1851 г., като отпечатва фантастичен разказ „Фрагмент от живота на двама известни личности“ и стихотворението „Muzyka (Музика)“ в сборника „Pamiętnik Literacki -Dzieło zbiorowe“, публикуван от Зенон Раппапорт. След това, през 1856 г., под свое име, той публикува стихотворението „Trzy Łzy (Три сълзи)“ в „Gazeta Codzienna" № 313. Под собственото си име той публикува през 1858 г. три поредици от карикатурни албуми, озаглавени „Sceny z życia (Сцени от живота)“, а през 1862 г. четири серии, озаглавени „Пътуване към ада, от нотите на моден турист“. Той също така публикува анонимно, в „Kurier Niedzielny“ в No 8 от 1862 г., дава неподписано, но подписано допълнение, рисунки, озаглавени „Sceny z Othello“, което е свързано с прочутата премиера на „Отело“ с Айра Олдридж, която се състоя във Варшава на 23 май 1862 г.). В сборника „ВАМПИРСКИ СПОМЕНИ ИЛИ ВАМПИРИ В ХУДОЖНИТЕ И ЛИТЕРАТУРНИТЕ СВЕТИ“, публикуван от първия му издател, роден в Лвов през 1830 г., син на Йоаким и Амалия, роден Ректор, от връстник, може би приятел от гимназията, Зенон Раппапорт, дава неподписани, но подписани чертежи "ND", чиято главна героиня е Анна де Ла Гранж (1825-1909), световноизвестна певица, сопран, която също се изявява във Варшава. В седмичника "Czytelnia Niedzielna" той разказва кратки разкази: "Пръстенът" (No 39 от 1858 г.) и "Ръката на провидението" (No 8 от 1860 г.), а вероятно и няколко други, отпечатани анонимно. Той работи и като журналист, в 34 -ия брой на 1861 г. на същата „Gazeta Codzienna“ откриваме неговата бележка, интересни факти от чуждестранната преса. Наполеон Дембицки е свързан със семейството на лекарите в Ландовски, защото те помагат при акта за раждане на дъщеря му седмица преди въстанието. Може би е част от въстаническото сатирично списание „Коса“. По време на въстанието 1863-1864 г. известно време той е командир на 4-ти отдел на Националната жандармерия във Варшава (област Муранов), след което вероятно е бил в подразделението „Коса“ на Павел Ландовски. Арестуван, свидетел по делото на Ромуалд Траугът. Осъден на 15 години работа в мини в Сибир. Вероятно в Тоболск той поема документите на починалия де Лампи, защото по-късно той се появява в Томск под това име. Там той трябва да издава илюстрованото сатирично списание „Osa“ и периодичното издание „Etap“, като същевременно играе важна роля в революционната конспирация. Той бяга ефективно, вероятно през Туркестан. През пролетта на 1867 г. той се появява в Сулина в делтата на Дунав, която се управлява от Comission Europèenne du Danube / Европейска комисия на Дунав. След това го намираме в Букурещ. В Румъния той използва името Иполит. Тук той се появява с рисунките си на 14 юли 1868 г. в сатиричното списание „Ghimpele”. Той е в Асмодеу от брой 1, а в следващия брой списанието получава винетка по негов дизайн. Той изпада в беда след публикуването в Гимпеле на 9 януари 1872 г. на карикатура, на която митрополит Нифон е изобразен да благославя коленичил вярващ, а изпод расотата му стърчат главите на двама незначителни постуланти, а в далечината играе друг свещеник с жената, и двете с чаши вино в ръка. Поради тази причина той бе съден в пресконференция, която завърши с оправдание на художника. Но преди това той е в беда, той е отвлечен от полицията и отведен до границата близо до турския Рушчук, където се грижи за него инженер, работещ за Турция, познат от Томск, Зигмунт Минейко (на гръцки: Ζίγκμουντ Μινέικο).
Той си сътрудничи с българската емиграция, илюстрира повечето от броя на списание "Тепан" и един от трите броя на списание "Будилник". през 1872 г. се премества в град Бржила, където започва работа като учител по калиграфия и рисуване, където работи до 1898 г. Тук издава учебник по рисуване, предназначен за истински гимназии. "Seria I de desene granuale tehnice". По време на войната с Турция той публикува патриотични образи в списание.
Сред най-известните му литографии са:
- Второто сражение на четата на Хаджи Димитър и Стефан Караджа в Карапановата кория на 8 юли 1868 г.
- Симеон Велики влиза в Цариград през 924 г.
- Първият български патриарх Антим I в обикновено и тържествено облекло
- Сладко е да умре човек за Отечеството си
- Самоубийството на Ангел Кънчев на кея в Русчук
- Турска амнистия в България

По време на Руско-турската война (1877 – 1878) е военен кореспондент – художник. Публикува множество рисунки със сюжети от войната.